# Leptogenys grandidieri
Leptogenys grandidieri é uma espécie de formiga do gênero Leptogenys, pertencente à subfamília Ponerinae.